# 郡山市立明健中学校
郡山市立明健中学校（こおりやましりつ めいけんちゅうがっこう）は、福島県郡山市富久山町八山田にある公立中学校。
郡山市立行健中学校の生徒数増加に伴い、2007年（平成19年）に新設された。2024年現在、郡山市内で開校年月の最も新しい中学校である。

## 沿革
- 2000年 - 富久山地区各26団体が行健中学校の分離中学校建設要望書を提出
- 2004年 - 「行健中学校分離校教育基本方針」策定
- 2007年 - 開校
- 2018年 - 第39回東北中学校サッカー大会 第3位
- 2020年 - タブレット端末 141台導入
- 2021年 - タブレット端末 計349台導入
- 2021年 - 東北中学校バレーボール大会 第2位

## 部活動

### 常設運動部
- 野球部
- テニス部
- ソフトテニス部
- バスケットボール部
- バレーボール部
- バドミントン部
- サッカー部
- 卓球部
- 剣道部
- 陸上競技部

### 文化部
- 吹奏楽部
- 美術部
- 英語部

## 通学学区
主として以下の小学校からの通学区域となっている。
- 郡山市立行健第二小学校（郡山市富久山町八山田の一部）
- 郡山市立小泉小学校（郡山市富久山町福原の一部）
- 郡山市立明健小学校（郡山市富久山町福原の一部）